# Олефски, Пол
Пол Олефски (англ. Paul Olefsky; 4 января 1926, Чикаго — 1 июня 2013, Остин) — американский виолончелист.

## Биография
Окончил Кёртисовский институт музыки, где учился у Григория Пятигорского. Затем совершенствовался под руководством Пабло Казальса, изучал также дирижирование в мастер-классах Герберта фон Караяна и Пьера Монтё. В 1948 году выиграл Наумбурговский конкурс молодых исполнителей; дебютировал в связи с этим сольным концертом в Нью-Йорке из произведений Йозефа Гайдна, Иоганнеса Брамса и Пауля Хиндемита, удостоился лестного отзыва критики.
В конце 1940-х гг. некоторое время был концертмейстером виолончелей в Филадельфийском оркестре под управлением Юджина Орманди. Выступал с оркестром и как солист — в частности, исполнив в 1950 г. мировую премьеру концерта для виолончели с оркестром Вирджила Томсона. Затем в 1950—1953 гг. находился как музыкант на военной службе в ВМС США. Демобилизовавшись, занял пульт концертмейстера виолончелей в Детройтском симфоническом оркестре; одновременно играл в составе фортепианного трио со своим двоюродным братом Джулианом Олевским и его женой Эстелой Кирзенбаум; в составе трио записал все трио Иоганнеса Брамса, а также сочинения П. И. Чайковского и А. С. Аренского. Среди других записей Олефски — сонаты Брамса и Бетховена.
С 1974 г. профессор Техасского университета в Остине. В 1989 г. женился на своей студентке, виолончелистке Хай Чжэн.